# 梅塞蕾特·德法尔
梅塞蕾特·德法尔（Meseret Defar，1983年11月19日—），埃塞俄比亚女子田径运动员，主攻5000公尺。她曾代表埃塞俄比亚参加2004年、2008年、2012年夏季奥林匹克运动会田径比赛，获得两枚金牌、一枚银牌。她还曾在世界田径锦标赛上获得两金、一银、两铜。她在田径生涯中曾4次打破世界纪录。